# Temporada da Indy Lights de 1987
A temporada da Indy Lights de 1987 foi a segunda da história. O campeonato foi gerido pela CART, e em sua pirâmide de importância ocupava a terceira fileira, atrás da IndyCar e da Atlantic Championship Series.
A competição contou com dez etapas, e percorreu os Estados Unidos e o Canadá. O campeão foi o belga Didier Theys da Truesports, que venceu três corridas no ano.
O vice-campeão foi o americano Jeff Andretti, pertencente da tradicional a família Andretti, histórica do automobilismo. Jeff conquistou duas vitórias, e terminou a competição quatorze pontos atrás de Theys.

## Equipes e pilotos
Este gráfico reflete apenas as combinações confirmadas e citadas de piloto, motor e equipe.
| Equipe                 | Motor | No. | Piloto(s)             | Etapa(s)      |
| ---------------------- | ----- | --- | --------------------- | ------------- |
| Arciero Racing         | Buick | 4   | Jeff Andretti         | Todas         |
| Agapiou Racing         | Buick | 25  | George Metsos         | 1-2, 7 e 9-10 |
| Agapiou Racing         | Buick | 26  | Nikolas Konstant      | 1-2 e 9       |
| Agapiou Racing         | Buick | 27  | Giovanni Fontanesi    | 10            |
| Simpson Racing         | Buick | 23  | Dave Simpson          | Todas         |
| Monarch Motorsports    | Buick | 19  | Rich Rutherford       | 1-6 e 8       |
| Monarch Motorsports    | Buick | 63  | Ron Giery             | 6             |
| Hemelgarn Racing       | Buick | 24  | Steve Millen          | Todas         |
| Hemelgarn Racing       | Buick | 66  | Lee Perkinson Jr      | 3-10          |
| Machinist Union Racing | Buick | 20  | Billy Boat            | 1-2           |
| Machinist Union Racing | Buick | 21  | Bobby Fix             | 4 e 10        |
| McBride Company        | Buick | 8   | Matt McBride          | 6-7           |
| McBride Company        | Buick | 88  | Pat Phinny            | 9             |
| Petty Enterprises      | Buick | 32  | Steve Petty           | 3 e 9-10      |
| Petty Enterprises      | Buick | 32  | Stan Fox              | 2             |
| Coors Racing           | Buick | 15  | Albert Naon Jr        | 4-6 e 8-10    |
| Coors Racing           | Buick | 30  | Paul Dallenbach       | 2             |
| Cahill Racing          | Buick | 5   | Paul Radisich         | 4             |
| Cahill Racing          | Buick | 6   | Guido Daccò           | 10            |
| Stewart Grand Prix     | Buick | 1   | Dean Hall             | 6             |
| Stewart Grand Prix     | Buick | 3   | Wally Dallenbach Jr   | 2 e 4         |
| Truesports             | Buick | #   | Didier Theys          | 1-9           |
| Truesports             | Buick | #   | Bob Tullius           | 7-8           |
| Opar Racing            | Buick | 25  | Tommy Byrne           | Todas         |
| Opar Racing            | Buick | 26  | Mike Groff            | Todas         |
| Opar Racing            | Buick | 27  | Mike Hooper           | 6             |
| TEAMKAR International  | Buick | 25  | Juan Manuel Fangio II | 1-3, 6-8 e 10 |
| TEAMKAR International  | Buick | 26  | Brad Murphey          | 2-5 e 9-10    |
| TEAMKAR International  | Buick | 27  | Fábio Greco           | 10            |
| TEAMKAR International  | Buick | 27  | Gordon Johncock       | 1             |

## Calendário
| #  | Data           | Grande Prêmio     | Circuito                                 | Local                        |
| -- | -------------- | ----------------- | ---------------------------------------- | ---------------------------- |
| 1  | 12 de Abril    | GP de Phoenix     | O Phoenix International Raceway          | Phoenix, Arizona             |
| 2  | 31 de Maio     | GP de Milwaukee   | O Milwaukee Mile                         | Milwaukee, Wisconsin         |
| 3  | 28 de Junho    | GP de Nova Jersey | O Meadowlands Sports Complex             | East Rutherford, Nova Jersey |
| 4  | 5 de Julho     | GP de Cleveland   | R Aeroporto de Cleveland Burke Lakefront | Cleveland, Ohio              |
| 5  | 19 de Julho    | GP de Toronto     | R Circuito de Rua de Toronto             | Toronto, Ontário             |
| 6  | 16 de Agosto   | GP de Pocono      | O Pocono Raceway                         | Long Pond, Pensilvânia       |
| 7  | 6 de Setembro  | GP de Mid-Ohio    | R Mid-Ohio Sports Car Course             | Lexington, Ohio              |
| 8  | 20 de Setembro | GP de Nazareth    | O Nazareth Speedway                      | Nazareth, Pensilvânia        |
| 9  | 11 de Outubro  | GP de Laguna Seca | O Laguna Seca Raceway                    | Monterey, Califórnia         |
| 10 | 1° de Novembro | GP da Flórida     | O Tamiami Park                           | Miami, Flórida               |

## Resultados
| #  | Grande Prêmio     | Pole position | Volta mais rápidas    | Vencedores            | Vencedores            | Info   |
| #  | Grande Prêmio     | Pole position | Volta mais rápidas    | Piloto                | Equipe                | Info   |
| -- | ----------------- | ------------- | --------------------- | --------------------- | --------------------- | ------ |
| 1  | GP de Phoenix     | Didier Theys  | Mike Groff            | Jeff Andretti         | Arciero Racing        | [ 10 ] |
| 2  | GP de Milwaukee   | Didier Theys  | Dave Simpson          | Didier Theys          | Truesports            | [ 11 ] |
| 3  | GP de Nova Jersey | Didier Theys  | Didier Theys          | Didier Theys          | Truesports            | [ 12 ] |
| 4  | GP de Cleveland   | Didier Theys  | Tommy Byrne           | Didier Theys          | Truesports            | [ 13 ] |
| 5  | GP de Toronto     | Tommy Byrne   | Steve Millen          | Tommy Byrne           | Opar Racing           | [ 14 ] |
| 6  | GP de Pocono      | Tommy Byrne   | Jeff Andretti         | Tommy Byrne           | Opar Racing           | [ 15 ] |
| 7  | GP de Mid-Ohio    | Tommy Byrne   | Juan Manuel Fangio II | Juan Manuel Fangio II | TEAMKAR International | [ 16 ] |
| 8  | GP de Nazareth    | Didier Theys  | Mike Groff            | Mike Groff            | Opar Racing           | [ 17 ] |
| 9  | GP de Laguna Seca | Dave Simpson  | Dave Simpson          | Dave Simpson          | Simpson Racing        | [ 18 ] |
| 10 | GP da Flórida     | Dave Simpson  | Juan Manuel Fangio II | Jeff Andretti         | Arciero Racing        | [ 19 ] |

## Classificação Final

### Resultado após dez etapas
Para cada corrida os pontos foram premiados: 20 pontos para o vencedor, 16 para o vice-campeão, 14 para o terceiro lugar, 12 para o quarto lugar, 10 para o quinto lugar, 8 para o sexto lugar, 6 sétimo, diminuindo para 1 ponto 12º lugar. Pontos adicionais foram concedidos ao vencedor da pole (1 ponto) e ao piloto que liderou a maioria das voltas (1 ponto).
| #  | Piloto                | PHO | MIL | NJE | CLE | TOR | POC | MDO | NAZ | LAG | FLO | Pts |
| -- | --------------------- | --- | --- | --- | --- | --- | --- | --- | --- | --- | --- | --- |
| 1  | Didier Theys          | 2   | 1   | 1   | 1   | RET | 5   | 6   | 2   | 2   |     | 137 |
| 2  | Jeff Andretti         | 1   | RET | 2   | 4   | 8   | 2   | 5   | 3   | 7   | 1   | 123 |
| 3  | Tommy Byrne           | DNS | 4   | 7   | 2   | 1   | 1   | 4   | 7   | 3   | 7   | 120 |
| 4  | Dave Simpson          | RET | 2   | 4   | 8   | 6   | 6   | 9   | 9   | 1   | 2   | 101 |
| 5  | Mike Groff            | 4   | 3   | RET | RET | 2   | 10  | 3   | 1   | 5   | 11  | 96  |
| 6  | Steve Millen          | 6   | RET | 8   | 3   | 3   | 4   | 2   | RET | 4   | 9   | 88  |
| 7  | Juan Manuel Fangio II | 3   | 7   | RET |     |     | RET | 1   | RET |     | 3   | 57  |
| 8  | Albert Naon, Jr.      |     |     |     | 7   | 4   | 9   |     | 4   | RET | 4   | 48  |
| 9  | Rich Rutherford       | RET | 10  | 3   | 5   | 9   | RET |     | 5   |     |     | 41  |
| 10 | Lee Perkinson, Jr.    |     |     | 5   | 10  | 5   | 11  | 8   | 8   | RET | RET | 35  |
| 11 | George Metsos         | 5   | 5   |     |     |     |     | RET |     | 8   | 5   | 35  |
| 12 | Brad Murphey          |     | 8   | 9   | 11  | 7   |     |     |     | 9   | 12  | 22  |
| 13 | Nikolas Konstant      | 7   | 6   |     |     |     |     |     |     | 10  |     | 17  |
| 14 | Mike Hooper           |     |     |     |     |     | 3   |     |     |     |     | 14  |
| 15 | Steve Petty           |     |     | 6   |     |     |     |     |     | RET | 10  | 12  |
| 16 | Matt McBride          |     |     |     |     |     | 8   | 7   |     |     |     | 11  |
| 17 | Paul Radisich         |     |     |     | 6   |     |     |     |     |     |     | 8   |
| 18 | Wally Dallenbach, Jr. |     | 9   |     | 9   |     |     |     |     |     |     | 8   |
| 19 | Bob Tullius           |     |     |     |     |     |     | RET | 6   |     |     | 8   |
| 20 | Pat Phinny            |     |     |     |     |     |     |     |     | 6   |     | 8   |
| 21 | Guido Daccò           |     |     |     |     |     |     |     |     |     | 6   | 8   |
| 22 | Dean Hall             |     |     |     |     |     | 7   |     |     |     |     | 6   |
| 23 | Bobby Fix             |     |     |     | RET |     |     |     |     |     | 8   | 5   |
| 24 | Billy Boat            | RET | RET |     |     |     |     |     |     |     |     | 4   |
| 25 | Paul Dallenbach       |     | RET |     |     |     |     |     |     |     |     | 1   |
| 26 | Ron Giery             |     |     |     |     |     | RET |     |     |     |     | 1   |
| 27 | Fábio Greco           |     |     |     |     |     |     |     |     |     | RET | 0   |
| 28 | Stan Fox              |     | RET |     |     |     |     |     |     |     |     | 0   |
| 29 | Giovanni Fontanesi    |     |     |     |     |     |     |     |     |     | RET | 0   |
| —  | Gordon Johncock       | 8   |     |     |     |     |     |     |     |     |     | —   |
| #  | Piloto                | PHO | MIL | NJE | CLE | TOR | POC | MDO | NAZ | LAG | FLO | Pts |

| #  | Piloto                | PHO | MIL | NJE | CLE | TOR | POC | MDO | NAZ | LAG | FLO | Pts |
| -- | --------------------- | --- | --- | --- | --- | --- | --- | --- | --- | --- | --- | --- |
| 1  | Didier Theys          | 2   | 1   | 1   | 1   | RET | 5   | 6   | 2   | 2   |     | 137 |
| 2  | Jeff Andretti         | 1   | RET | 2   | 4   | 8   | 2   | 5   | 3   | 7   | 1   | 123 |
| 3  | Tommy Byrne           | DNS | 4   | 7   | 2   | 1   | 1   | 4   | 7   | 3   | 7   | 120 |
| 4  | Dave Simpson          | RET | 2   | 4   | 8   | 6   | 6   | 9   | 9   | 1   | 2   | 101 |
| 5  | Mike Groff            | 4   | 3   | RET | RET | 2   | 10  | 3   | 1   | 5   | 11  | 96  |
| 6  | Steve Millen          | 6   | RET | 8   | 3   | 3   | 4   | 2   | RET | 4   | 9   | 88  |
| 7  | Juan Manuel Fangio II | 3   | 7   | RET |     |     | RET | 1   | RET |     | 3   | 57  |
| 8  | Albert Naon, Jr.      |     |     |     | 7   | 4   | 9   |     | 4   | RET | 4   | 48  |
| 9  | Rich Rutherford       | RET | 10  | 3   | 5   | 9   | RET |     | 5   |     |     | 41  |
| 10 | Lee Perkinson, Jr.    |     |     | 5   | 10  | 5   | 11  | 8   | 8   | RET | RET | 35  |
| 11 | George Metsos         | 5   | 5   |     |     |     |     | RET |     | 8   | 5   | 35  |
| 12 | Brad Murphey          |     | 8   | 9   | 11  | 7   |     |     |     | 9   | 12  | 22  |
| 13 | Nikolas Konstant      | 7   | 6   |     |     |     |     |     |     | 10  |     | 17  |
| 14 | Mike Hooper           |     |     |     |     |     | 3   |     |     |     |     | 14  |
| 15 | Steve Petty           |     |     | 6   |     |     |     |     |     | RET | 10  | 12  |
| 16 | Matt McBride          |     |     |     |     |     | 8   | 7   |     |     |     | 11  |
| 17 | Paul Radisich         |     |     |     | 6   |     |     |     |     |     |     | 8   |
| 18 | Wally Dallenbach, Jr. |     | 9   |     | 9   |     |     |     |     |     |     | 8   |
| 19 | Bob Tullius           |     |     |     |     |     |     | RET | 6   |     |     | 8   |
| 20 | Pat Phinny            |     |     |     |     |     |     |     |     | 6   |     | 8   |
| 21 | Guido Daccò           |     |     |     |     |     |     |     |     |     | 6   | 8   |
| 22 | Dean Hall             |     |     |     |     |     | 7   |     |     |     |     | 6   |
| 23 | Bobby Fix             |     |     |     | RET |     |     |     |     |     | 8   | 5   |
| 24 | Billy Boat            | RET | RET |     |     |     |     |     |     |     |     | 4   |
| 25 | Paul Dallenbach       |     | RET |     |     |     |     |     |     |     |     | 1   |
| 26 | Ron Giery             |     |     |     |     |     | RET |     |     |     |     | 1   |
| 27 | Fábio Greco           |     |     |     |     |     |     |     |     |     | RET | 0   |
| 28 | Stan Fox              |     | RET |     |     |     |     |     |     |     |     | 0   |
| 29 | Giovanni Fontanesi    |     |     |     |     |     |     |     |     |     | RET | 0   |
| —  | Gordon Johncock       | 8   |     |     |     |     |     |     |     |     |     | —   |
| #  | Piloto                | PHO | MIL | NJE | CLE | TOR | POC | MDO | NAZ | LAG | FLO | Pts |

| Cor             | Resultado                            |
| --------------- | ------------------------------------ |
| Ouro            | Vencedor                             |
| Prata           | 2º lugar                             |
| Bronze          | 3º lugar                             |
| Verde           | 4º e 5º lugares                      |
| Azul claro      | 6º–10º lugares                       |
| Azul escuro     | Completou a corrida (fora do Top 10) |
| Roxo            | Não completou a corrida              |
| Vermelho        | Não se classificou (NQ)              |
| Marrom          | Retirou-se da corrida (Wth)          |
| Preto           | Desclassificado (DSQ)                |
| Vermelho escuro | Não largou (DNS)                     |
| Vermelho escuro | Abandonou a corrida (C)              |
| Vazio           | Não participou                       |